# حمله ویبورگ-پتروزاودسک
حمله ویبورگ-پتروزاودسک (انگلیسی: Vyborg–Petrozavodsk offensive) یک عملیات استراتژیک توسط اتحاد جماهیر شوروی سوسیالیستی در جبهه لنینگراد و جبهه‌های کارلیان علیه فنلاند در جبهه‌های ایستموس کارلی و کارلیای شرقی در جنگ پس‌آیند، در جبهه شرقی، جنگ جهانی دوم. نیروهای شوروی کارلیای شرقی و ویبورگ (به روسی)/ویپوری (به فنلاندی) را تصرف کردند. اما پس از آن، درگیری به بن‌بست رسید.